# Rapaz com Cesto de Frutas
Rapaz com Cesto de Frutas, c.1593, é uma pintura geralmente atribuída ao mestre barroco italiano Michelangelo Merisi da Caravaggio, atualmente na Galleria Borghese, Roma.
A pintura data da época em que Caravaggio, recém-chegado em Roma de sua terra natal Milão, estava fazendo seu nome no competitivo mundo das artes romano. O modelo foi seu amigo e companheiro, o pintor siciliano Mario Minniti, de cerca de 16 anos de idade. A obra estava na coleção de Giuseppe Cesari, o Cavaliere d'Arpino, confiscada pelo cardeal Scipione Borghese em 1607, e pode, portanto, datar do período em que Caravaggio trabalhava para d'Arpino "pintando flores e frutas" em seu ateliê; porém pode ser também de um período um pouco mais tarde, quando Caravaggio e Minniti deixaram o ateliê do Cavalier D'Arpino (em janeiro de 1594) para seguir seu próprio caminho vendendo pinturas através do negociante Costantino. A obra certamente não pode preceder 1593, o ano em que Minniti chegou em Roma. Acredita-se que antedece obras mais complexas do mesmo período (também com Minniti como modelo) como A Adivinha e Os Trapaceiros (ambos de 1594), este último deu a Caravaggio a atenção deu seu primeiro patrono importante, o cardeal Francesco Maria Del Monte. Vittorio Ggarbi nota certa qualidade retratista murillesca na pintura que poderia facilmente apontar outros pintores do ateliê de Arpino.
Em um nível a pintura é uma peça concebida para demonstrar a capacidade do artista para retratar tudo, desde a pele de um rapaz até a pele de um pêssego, passando pelas dobras do manto até a trama do cesto. Os frutos são especialmente requintados, e o professor Jules Janick do Departamento de Horticultura e Arquitetura Paisagista na Universidade de Purdue, Indiana, analisou-os da perspectiva de um horticultor:
O cesto (...) contém um grande número de frutas, todas em condição praticamente perfeitas, incluindo um pêssego bicolor com um aspecto vermelho brilhante; quatro cachos de uva — dois de uvas pretas, um de vermelha e um de brancas —; uma romã madura partida, expelindo suas sementes vermelhas; quatro figos, dois deles bem maduros, pretos, ambos partidos e dois de cor clara; duas nesperas; três maçãs — duas vermelhas, uma ruborizada e outra listrada, e uma amarela com uma depressão castanho-avermelhada e uma cicatriz; dois ramos com peras pequenas, um deles com cinco peras amarelas com a face vermelho brilhante e a outra, meio escondida, com frutas amarelas e ruborizadas. Há também folhas mostrando vários desarranjos: uma folha de videira proeminente com manchas de fungos e outra com um massa branca de ovos de inseto semelhante a de certa espécie de mariposa (Choristoneura rosaceana), e folhas de pessegueiro com várias manchas.
A análise indica que Caravaggio está sendo realista, ao capturar apenas o que estava no cesto de frutas; ele não idealiza sua maturidade tampouco sua disposição — ainda assim, quase milagrosamente, nós ainda somos atraídos para olhar para o cesto; para o observador é um objeto muito mais bonito.